# Ulf von Euler
Ulf Svante Hansson von Euler-Chelpin, född 7 februari 1905 i Stockholm, död 9 mars 1983 i Stockholm, var en svensk fysiolog och farmakolog. 1970 erhöll han Nobelpriset i fysiologi eller medicin. Han kom från en mycket berömd släkt; hans far var nobelpristagaren i kemi Hans von Euler-Chelpin, hans mor kemisten professor Astrid Cleve, hans morfar Per Teodor Cleve och hans syster Karin Stolpe.
Ulf von Euler blev 1930 med. dr och docent i farmakologi vid Karolinska institutet och var 1939–1971 professor i fysiologi vid institutet.
Ulf von Euler invaldes 1946 som ledamot av Kungliga Vetenskapsakademien och blev 1973 utländsk ledamot av Royal Society. Han var 1953–1960 ledamot av Karolinska Institutets Nobelkommitté, åren 1958–1960 som ordförande, och därefter, 1960–1965 sekreterare i kommittén. Han var från 1965 styrelseordförande i Nobelstiftelsen.
Han var gift 1930–1958 med Jane Sodenstierna (1905–2004) och från 1958  med grevinnan Dagmar Cronstedt (1919–2006). Han är gravsatt tillsammans med sin andra hustru på Solna kyrkogård.